# Epopterus crypticus
Epopterus crypticus es una especie de coleóptero de la familia Endomychidae.

## Distribución geográfica
Habita en el Amazonas (Brasil).